# Свети дарове
Свети дарове в християнството се наричат хлябът и виното, които по време на тайнството евхаристия се пресъществяват в тяло и кръв Христови. Пресъществяването се извършва по време на литургията, след което причастието се приема от участниците (свещници и миряни), а остатъкът обикновено се потребява от свещенослужителите, извършващи тайнството и богослужението. Преди Великия пост хлябът и виното се освещават предварително и се съхраняват в дарохранителницата. Литургията, при която тайнството евхаристия се извършва с такива дарове, се отслужва с различно последование (съставено от папа Григорий Велики) и се нарича още литургия на преждеосветените дарове или преждеосвещена литургия.